# Nde-Nsele-Nta
Die Sprache Nde (auch Nde-nsele-nta genannt; ISO 639-3: ndd) ist eine ekoide Sprache, die von insgesamt 19.500 Sprechern (1987) im nigerianischen Bundesstaat Cross River gesprochen wird.
Die Sprache hat insgesamt drei Dialekte, diese sind Nde (12.000; auch ekamtulufu, mbenkpe, udom, mbofon oder befon genannt) mit 60 % Sprecheranteil, Nsele (3.000) und Nta (4.500; auch atam oder afunatam genannt).
Die Sprache zählt innerhalb der Niger-Kongo-Sprachfamilie zur Sprachgruppe der südbantoiden Sprachen.